# نيكولاس بير
نيكولا بير (بالدنماركية: Nicolas Beer)‏ هو سائق سيارة سباق دنماركي، ولد في 5 أبريل 1996 في هليرب ‏ في الدنمارك.

## وصلات خارجية
- الموقع الرسمي
- نيكولاس بير على موقع DriverDB.com (الإنجليزية)